# Horror Metal
Horror metal es un género musical que combina letras e imágenes del cine de horror, ciencia ficción, y Serie B, junto a influencias musicales del Hardcore punk, del heavy metal, y del cine de terror.
Las bandas de este género, normalmente, escriben letras relacionadas con películas, historias y libros de terror, el horror metal ha usado tradicionalmente,
En algunos casos a igual que en el hardcore punk, bandas de este estilo basan todo su género en la temática de los zombis incorporándolos completamente a su imagen y líricas.
El horror metal es un subgénero que sale del heavy metal en un principio estaba compuesto por bases precarias de guitarras combinando letras e imágenes del cine de horror, ciencia ficción y Serie B.
el horror metal está relacionado con filmes de horror, humor negro, historias y libros de horror. la estética y temas del los filmes de zombis. Se caracteriza por un sonido más oscuro que puede lidiar con lo gótico.
El género ha comenzado a ingresar al mainstream, con bandas como Murderdolls y Wednesday 13

## Características
Se caracteriza por un sonido más oscuro que puede lidiar con lo gótico, aunque la textura de su poesía bien podría acercarse al sarcasmo o a lo bizarro (ver cine serie B).
Alrededor de todo el mundo se encuentran pequeños estandartes del género en forma de sellos discográficos, websites especializadas.

## Apariencia horror metal
Su apariencia puede ser similar a la vestimenta de bandas Hardcore, Heavy metal, Gothic Metal y Horror Punk, El uso de imágenes de horror y ocultismo prevalen en franelas, pins, parches y joyería que contienen imágenes de films relacionados con la escena. en algunos casos tienen un estilo sencillo y menos llamativo, usando solo una franela, jeans y un suéter con capucha, la franela y el suéter suelen ser de color negro.

## Movimiento en Argentina
Eventos como Zombie walk Bs. As. y Buenos Aires Rojo Sangre han sido puntos clave a la hora de promover el subgénero musical.
La historia de este país también ha sido clave a la hora de la composición lírica para las principales bandas del subgénero. Hechos como la Dictadura militar, la Matanza de nativos en el Sur y la guerra de las Malvinas fueron temas alternativos a la hora de escribir la letra de sus canciones.